# Slaget vid Wimpfen
Slaget vid Wimpfen var ett fältslag under det trettioåriga kriget som utkämpades den 6 maj 1622 vid Wimpfen utmed Neckar. I slaget besegrades de protestantiska styrkorna (under ledning av markgreve Georg Fredrik av Baden-Durlach) av Katolska ligan och Spanska imperiet, vars trupper leddes av Johann Tserclaes Tilly respektive Gonzalo Fernández de Córdoba y Cardona.
Katolikerna var överlägsna i antal, markgreven i fråga om artilleri och beväpning. I stridens första hälft hade protestanterna ett tydligt övertag. En kavallerichock från Georg Fredriks sida på bayerska och spanska bataljoner kunde dock inte understödjas av infanteriet. Rytteriets därpå följande vilda flykt åstadkom ett omslag som slutade med ett nederlag för markgreven. Varför Ernst von Mansfeld, som stod vid Ladenburg, inte kunde kallas till hjälp är oklart.
Tilly och Córdoba var efter drabbningen inte tillräckligt starka för att genast kunna förfölja fienden, men förberedde sig likväl på att förhindra att Christian av Braunschweig-Wolfenbüttel kunde förena sig med Mansfeld och Georg Fredrik. Detta ledde till det efterföljande slaget vid Höchst.